# مادرا کانیون (آریزونا)
مادرا کانیون (به انگلیسی: Madera Canyon) یک منطقهٔ مسکونی در ایالات متحده آمریکا است که در آریزونا واقع شده‌است. مادرا کانیون ۱٬۴۹۷ متر بالاتر از سطح دریا واقع شده‌است.